# Мемориал Паскаля

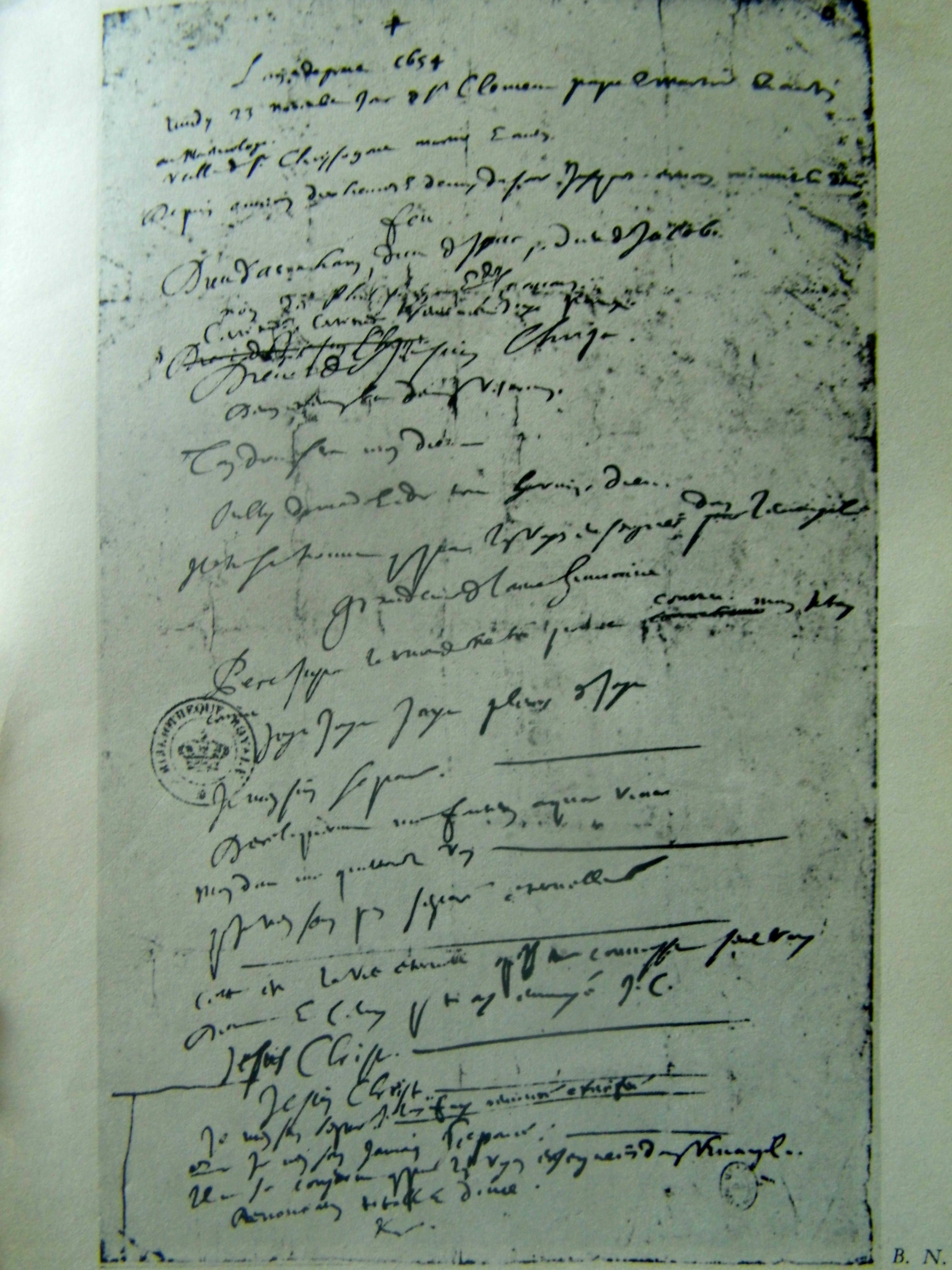
Мемориал Паскаля

«Мемориал», или «Амулет Паскаля», — текст на узкой полосе пергамента, своеобразный конспект мистического озарения, пережитого Блезом Паскалем в ночь с 23 на 24 ноября 1654 года. Он хранил его до своей смерти в подкладке камзола. Этот документ знаменует собой поворотную веху в жизни учёного — его «второе обращение», и оценивается исследователями как «программа» последних лет жизни Паскаля.

## История создания и значение
В пору своего знакомства (называемое биографами «первым обращением») с идеями янсенизма (1646) Паскаль внимательно изучал и долго размышлял над трактатом Янсения «О преобразовании внутреннего человека» (Discours de la réformation de l’homme intérieur). В нём исследовались три губительные для человека страсти: libido sentiendi (похоть чувства), libido sciendi (похоть знания), libido dominandi (похоть власти), — именно в них Янсений видел корень зла. И если «похоть чувства» никогда не имела значения в жизни Паскаля, то страсть к познанию, исследованию преследовала его всегда. Паскаль задавался вопросом, не являются ли его научные занятия и стремление доказать своё первенство в открытиях препятствием в том, чтобы стать истинным христианином.
«Обращение» Блеза, как со временем стало проявляться, было далеко не полным, скорее всё-таки интеллектуальным и книжным, и не затрагивало всех глубин его существа. Он искренне воспринял некоторые новые для него религиозные идеи, которые, однако, расходились с его поступками.
Потрясения, пережитые Паскалем в начале 1650-х гг. в связи со смертью отца и уходом любимой младшей сестры в монастырь, немного охладили его религиозный пыл и заставили искать утешения в светской жизни.

Приблизительно в конце 1653 года он начинает испытывать сожаления, что не последовал призыву Янсения, не победил в себе страсть к познанию и любовь к славе. Его старшая сестра, Жильберта, замечает, что Паскаль испытывает неприязнь к свету и опасается, что его вспыльчивый нрав может привести к конфликтам. Паскаль делится своими душевными переживаниями с сестрой Жаклин, монахиней Пор-Рояля, которая отмечает в нём «…смирение и покорность… Ясно видно, что в нём уже действует не его природный дух…». Он оставляет занятия наукой, постоянно читает Евангелие, но его тоска и неуверенность не утихают. Кульминация наступает в конце ноября 1654 года. В ночь с 23 на 24 ноября он, по различным объяснениям исследователей, переживает потрясение, галлюцинацию, экстаз, обретает пророчество свыше. «Мемориал» раскрывает противоречия, во власти которых находился Паскаль — учёный и христианин. По оценке многих биографов, этот документ является «программой пяти-шести последних лет» учёного и объясняет всю последующую жизнь Паскаля.
«„Мемориал“ — документ исключительной биографической значимости. Стоит лишь представить себе, что он никогда не был бы обнаружен, как в жизни Паскаля неминуемо возникает некая непроницаемая область, загадочная для исследователей и его биографии, и его творчества.<…> В „Мемориале“ Паскаль восстаёт против самого себя, причём делает это с такой страстной убеждённостью, примеров которой можно не так уж много насчитать за всю историю человечества. Как бы ни были непонятны нам обстоятельства написания „Мемориала“, но, не зная этого документа, самого Паскаля понять невозможно».
Текст, отличающийся и в плане содержания, и в плане стиля от всех сочинений Паскаля, был сначала записан на бумаге, а через несколько часов переписан набело на пергаменте. Паскаль дополнил его цитатами из Священного Писания и заключительными строками о покорности Христу и духовнику.
«Мемориал» был обнаружен случайно уже после смерти Паскаля: слуга, приводивший в порядок его одежду, обнаружил документ зашитым в полу камзола вместе с черновиком.
Случившееся Паскаль скрыл от всех, даже от Жаклин, с которой был духовно близок.
С конца 1654 года Паскаль, ещё недавно в «Послании Парижской академии» объявлявший о предстоящей публикации новых математических сочинений, отстранился от научного творчества и порвал со светской жизнью, которую вёл несколько последних лет. В это время он наконец определяется с выбором духовника (им стал Антуан Сенглен) и покидает Париж, уединяясь в загородном Пор-Рояле.
Некоторые исследователи считают, что написанию «Мемориала» предшествовал так называемый «случай на мосту в Нёйи». Будто бы во время одной из поездок карета, в которой находился Паскаль с друзьями, только чудом удержалась на мосту у деревни Нёйи, когда передние лошади упали в реку. А многие добавляют, что во время этого происшествия Паскаль потерял сознание, а после страдал бессонницей и боязнью упасть в пропасть. Запись об этом происшествии в окрестностях Парижа была сделана анонимом много лет спустя после смерти Паскаля, а сам рассказ якобы восходил к сестре учёного, Жильберте Перье. Однако Жильберта в биографии брата совсем не упоминает «случай на мосту в Нёйи», нет свидетельств и других современников Паскаля. Возможно, что этот эпизод не «вполне достоверный факт биографии Паскаля».

## Текст «Мемориала»
ГОД БЛАГОДАТИ 1654 

Понедельник 23 ноября, день святого Климента папы и мученика и других мучеников. 

Канун святого Хризогона мученика и других. Приблизительно от десяти с половиною часов вечера до половины первого ночи. 

ОГОНЬ 

Бог Авраама, Бог Исаака, Бог Иакова, 

но не Бог Философов и ученых. 

Уверенность. Уверенность. Чувство, Радость, Мир. 

Бог Иисуса Христа. 

Deum meum et Deum vestrum (Богу моему и Богу вашему). 

Твой Бог будет моим Богом. 

Забвение мира и всего, кроме Бога. 

Обрести Его можно только на путях, указанных в Евангелии. 

Величие души человеческой. 

Отец Праведный, мир не познал Тебя, но я Тебя познал. 

Радость, Радость, Радость, слезы радости. 

Я разлучился с ним. 

Dereliquerunt me fontem aquae vivae (Оставили меня источники воды живой) 

Бог мой, неужели Ты покинешь меня? 

Да не разлучусь с Ним вовеки. 

Это есть жизнь вечная да познают они Тебя Единственно истинного Бога и посланного Тобою И. X. 

Иисус Христос 

Иисус Христос 

Я разлучился с Ним. Я бежал от Него, отрекся, распинал Его. 

Да не разлучусь с Ним никогда! 

Сохранить Его можно только на путях, указанных в Евангелии. 

Отречение полное и сладостное.

Полная покорность Иисусу Христу и моему духовнику. 

Вечная радость за день подвига на земле. 

Non obliviscar sermones tuos. Amen (Да не забуду наставлений Твоих. Аминь). 